# Ledce (Észak-plzeňi járás)
Ledce település Csehországban, a Észak-plzeňi járásban. Ledce Horní Bříza, Chotíkov, Žilov, Třemošná és Příšov településekkel határos. Lakosainak száma 889 fő (2024. január 1.).

## Népesség
A település lakosságának változását az alábbi diagram mutatja:
| Lakosok száma | 483  | 565  | 764  | 709  | 661  | 671  | 814  | 839  | 845  | 889  |
|               | 1869 | 1890 | 1921 | 1950 | 1980 | 2001 | 2017 | 2019 | 2022 | 2024 |